# 松原與三松
松原 與三松（まつばら よそまつ、1895年12月15日 - 1975年4月29日）は、日本の経営者。日立造船社長を務めた。

## 経歴
福井県坂井郡坂井町出身。1920年に長崎高等商業学校を卒業。
久原鉱業、日立製作所での勤務を経て、1941年に日立造船に転じ、1950年5月に社長に就任。1962年11月には会長に就任。
1958年11月に藍綬褒章を受章し、1962年3月にデンマークのダンネブログ勲章を受章し、1966年11月に勲一等瑞宝章を受章した。
日本棋院関西総本部長をつとめ、1968年に大倉賞を受賞。
1975年4月29日、胃癌のために死去。79歳没。